# Ивелин Попов
Ивелин Иванов Попов е български футболист, както и бивш капитан на националния отбор по футбол на България до 2019 г. Играе като нападател, но може да се изявява еднакво добре по левия и десния фланг на атаката. Той е трикратен носител на приза Футболист №1 на България за 2015, 2016 и 2017 г. Един от най-добрите български футболисти през новия XXI век.

## Състезателна кариера

### Юношески години
Първите си стъпки прави в школата на Септември (София), откъдето е забелязан и привлечен да тренира в Левски (София). На Герена остава за 4,5 години.
Като юноша прави впечатление, но ръководството на Левски така и не му предлага първи професионален договор и през януари 2005 г. е поканен във Фейенорд, а шефовете на Левски подозират, че зад разделянето с таланта им стои Андрей Желязков, който по това време работи като скаут на холандците за Източна Европа. След един сезон при юношите Фейенорд не успява да го картотекира в първия състав и Попов се връща в България.

### Литекс Ловеч
Около месец и половина води подготовка с Берое, но подписва 5-годишен договор с Литекс. През пролетта на 2006 г. отбелязва 5 гола в 9 мача и попада в тройката за най-добър млад състезател в анкетата за Футболист на футболистите.
Чепатият характер обаче започва да му създава главоболия. Известен с буйния си нрав, Попов няколко пъти си навлича различни наказания заради провинения извън терена или заради провокации към публиката. В интервю пред спортната преса заявява, че има „треньорска контузия“, обвинявайки индиректно треньора Люпко Петрович, че не го пуска титуляр. Изваден е от отбора и е пратен да тренира с юношите.
Дебютира в европейските клубни турнири срещу Страсбург. Капитан е на юношеския и младежкия национален отбор, като е предпочетен от съотборниците си пред Валери Божинов и Николай Михайлов след гласуване. От юли 2008 г. е капитан и на мъжкия състав на Литекс. Талантът му не остава незабелязан и Ивелин Попов продължава да е сериозен обект на внимание от страна на редица европейски клубове. Влиза в полезрението на различни мениджъри и в офиса на Литекс пристигат запитвания от клубове като Дарби Каунти, Интер, Блекбърн, РСК Андерлехт, Манчестър Сити, Херта, Щутгарт, Панатинайкос, Омония, Фиорентина, Хофенхайм, ПСВ Айндховен, НЕК Неймеген, Кьолн, Рубин Казан и Астън Вила.  През сезон 2009/10 с отбора на Литекс става шампион на България, а в анкета, проведена от „Асоциацията на българските футболисти“, е избран за Футболист на футболистите. На 17 септември 2010 година в контролата срещу Сърбия влиза в историята като най-младия капитан на Националния отбор в неговата история. 

### Газиантепспор
В последния ден от летния трансферен прозорец на 2010 преминава под наем за 1 година в Газиантепспор с опция за закупуване за 3 години. Сумата, която ще бъде заплатена на Литекс (Ловеч) за периода под наем, е 500 000 евро. На 14 декември 2010 г. Ивелин Попов подписва договор за 5 години с турския клуб. Бившият му отбор, Литекс, получава за него 2 милиона евро. Дебютира на 13 септември 2010 срещу Галатасарай. Сезонът за Попов не е много успешен, като за 28 мача вкарва едва 2 попадения.

### Кубан Краснодар
На 25 август 2012 г. Попов преминава в руския Кубан Краснодар. На 26 октомври същата година вкарва първия си гол за Кубан. Попов успява да измести Маркос Пицели от титулярното място и помага за възхода на Кубан, като през сезон 2012/2013 отборът не допуска нито една загуба в първенството. Полузащитникът попада няколко пъти в отбора на кръга в Русия.
През лятото на 2013 г. сериозен интерес към футболиста проявяват от Астън Вила, но ръководството на руския клуб отказва да преговаря.

### Спартак Москва
В началото на юни 2015 г. преминава в руския Спартак Москва, където играе 3 години. Става шампион на Русия през 2018 година. Вкарва някои от най - красивите голове в кариерата си именно тук. 

### 2018 – 2022
От 2018 до 2022 играе по 1 сезон в Рубин (Казан) и Ростов и 2 сезона в Сочи.

### Левски (София)
На 17 май 2022 г. 34-годишният футболист се завръща в родния Левски (София). На пресконференцията се просълзява от вълнение, говорейки за мотивацията да помогне на родния си клуб. По време на периода си при "сините" е често контузен, като има леки проблеми и със временния треньор на Левски - Елин Топузаков. Запомня се с много силен мач, който изиграва срещу ЦСКА през 2022 г. при победада с 2-0 за Левски (София) и с пропусната дузпа в последната минута няколко месеца по - късно. Съперник тогава отново е ЦСКА София. . На 14 август 2023 г. се разделя с ПФК Левски по взаимно съгласие и преминава в Ботев (Пловдив), където става основен играч.

## Успехи и отличия
Литекс Ловеч
- Шампион (1): 2009/10, 2010/11
- Купа на България (3): 2008, 2009
- Суперкупа на България – 2010
- Футболист на футболистите – 2010
- Футболист № 1 на България – 2015, 2016, 2017

Ботев Пловдив 
Купа на България - 2024

## Личен живот
Женен е за попфолк певицата Елена Паришева, с която са заедно от 2010 г. и имат син, кръстен на него – Ивелин-младши (р. на 17 декември 2011 г.) и дъщеря Емма (р. на 10 март 2016 г.).